# Gaai
De gaai (Garrulus glandarius) roepⓘ en zangⓘ, ook wel Vlaamse gaai, 'schreeuwekster', 'Spaanse ekster', 'hannebroek' of 'meerkol' genoemd, is een opvallend gekleurde kraaiachtige. De wetenschappelijke naam van de soort werd als Corvus glandarius in 1758 gepubliceerd door Carl Linnaeus.

## Kenmerken
De gaai is 32 tot 35 cm lang. De nominaatvorm van de vogel, die onder andere in de Benelux voorkomt, is overwegend grijsbruin met een roze tint. De keel, onderbuik, cloaca-streek, de stuit en een gedeelte van de handpennen zijn wit. Kenmerkend zijn een brede zwarte snorstreep en een blauw vleugelveld dat bestaat uit lichtblauwe veertjes met daarin een fijne, zwarte bandering. De vogel kan bij opwinding de kruinveren opzetten, deze zijn afwisselend licht van kleur met zwart.

## Voedsel
Voedsel vindt de gaai in bomen en struiken, in de lucht en op de grond; het betreft een breed spectrum van dierlijk en plantaardig dieet: insecten en ongewervelden (waaronder veel plaagdieren), eikels, beukennootjes, hazelnoten en andere zaden en noten, vruchten als bramen, kersen, frambozen en lijsterbessen. Ook kleine of jonge zangvogels en eieren behoren tot het dieet, evenals kleine knaagdieren. Met de sterke snavel hakt de gaai gaten in harde omhulsels als slakkenhuizen, notendoppen en eierschalen en doorwoelt hij bodem, dierenpoep en menselijk afval.
De eik is afhankelijk van de gaai voor het verspreiden van eikels: de gaai vervoert ze in zijn keel en tussen zijn snavel naar plaatsen met een zachte ondergrond, waarna hij ze in de aarde duwt. Zo legt hij een wintervoorraad aan: uit de aard van de zaak wordt zelden of nooit die hele voorraad opgebruikt. Wat niet terug opgegraven wordt, kan uitgroeien tot een nieuwe eik. Om deze reden wordt de gaai ook wel 'de grootste bosbouwer' genoemd. De Duitse naam voor de gaai (Eichelhäher) typeert het gedrag. De wetenschappelijke naam Garrulus glandarius valt vrij te vertalen als voortdurend krassende eikelzoeker.

## Geluid
Luid geschreeuw, niet te verwarren met het geluid van andere vogels. In bosgebieden reageren zij luid op mogelijke indringers, wat als alarmfunctie voor andere dieren fungeert.

## Voortplanting
De gaai bouwt zijn nest het liefst in bomen. Het vrouwtje legt eenmaal per jaar 5 tot 7 eieren, van half april t/m mei. De broedtijd bedraagt 16 dagen. De eieren zijn lichtgroen tot lichtblauw met zwarte spikkeltjes en een donkere krans aan de stompe kant. De jongen vliegen na 15-17 dagen uit.

## Verspreiding
Deze vogel komt voor in het cultuurlandschap en in bossen. Hij is over heel Europa verspreid met uitzondering van het hoge noorden. In nieuwbouwwijken ziet men in eerste instantie vaak de ekster, maar naarmate de bomen en struiken in het openbaar groen en in tuinen groter worden, wordt deze langzaamaan verdrongen door de gaai.

## Ondersoorten
Er worden in totaal 34 ondersoorten onderscheiden:
- G. g. hibernicus: Ierland
- G. g. rufitergum: Schotland, Engeland, Wales en noordwestelijk Frankrijk
- G. g. glandarius: van noordelijk en centraal Europa tot het Oeralgebergte
- G. g. fasciatus: het Iberisch Schiereiland
- G. g. corsicanus: Corsica
- G. g. ichnusae: Sardinië
- G. g. albipectus: Italië, Sicilië en de Dalmatische kust
- G. g. graecus: de westelijke Balkan inclusief Griekenland
- G. g. ferdinandi: oostelijk Bulgarije en noordelijk Turkije
- G. g. cretorum: Kreta
- G. g. glaszneri: Cyprus
- G. g. whitakeri: noordelijk Marokko en noordwestelijk Algerije
- G. g. minor: centraal Marokko en het Atlasgebergte van noordelijk Algerije
- G. g. cervicalis: noordelijk en noordoostelijk Algerije en Tunesië
- G. g. samios: Samos in de zuidoostelijke Egeïsche Zee
- G. g. anatoliae: van westelijk Turkije tot westelijk Iran en noordelijk Irak
- G. g. iphigenia: de Krim en noordkust van de Zwarte Zee
- G. g. krynicki: noordoostelijk Turkije en de Kaukasus
- G. g. atricapillus: westelijk Syrië, westelijk Jordanië en Israël
- G. g. hyrcanus: zuidoostelijk Azerbeidzjan en noordelijk Iran
- G. g. brandtii: zuidelijk Siberië, noordelijk Mongolië, noordwestelijk en noordoostelijk China, Korea en noordelijk Japan
- G. g. kansuensis: centraal China
- G. g. pekingensis: oostelijk China
- G. g. japonicus (incl. v/h hiugaensis): Honshu en Izu Ōshima
- G. g. tokugawae: Sado
- G. g. orii: Yakushima
- G. g. sinensis: noordelijk Myanmar, zuidelijk en oostelijk China
- G. g. taivanus: Taiwan
- G. g. bispecularis: van de westelijke Himalaya tot westelijk Nepal
- G. g. interstinctus: de oostelijke Himalaya
- G. g. persaturatus: noordoostelijk India
- G. g. oatesi: noordwestelijk Myanmar
- G. g. haringtoni: westelijk Myanmar
- G. g. leucotis: van centraal Myanmar tot centraal en zuidelijk Indochina

## Status
De grootte van de populatie wordt geschat op 30-66 miljoen volwassen vogels. Op de Rode lijst van de IUCN heeft deze soort de status niet bedreigd.

## Naamgeving
Op sommige plaatsen wordt de gaai ook wel "meerkol" genoemd. Deze betekenis komt van Marcolf, een mythische grappenmaker uit onder meer de sage Salomon ende Marculphus. In een vogel die andere vogels nabootst zag men ook een lolbroek.
In de Kempen wordt deze vogel ook wel "rotzak" of "roeter" genoemd. In Nieuwstadt (Nederland) wordt de aan Marcolf verwante naam Mêrkuf gebruikt.
De naam (Vlaamse) gaai komt vermoedelijk van het Picardische Gai en het latere officiële Franse Geai. Voor de oorsprong van Vlaamse in Vlaamse gaai bestaan meerdere theorieën. Een mogelijke verklaring is dat het Franse gai flammant, de gaai met de flamende kleuren, verbasterd werd tot Vlaamse gaai. Een andere mogelijkheid is dat de naam komt van "in het Vlaams gaai" omdat de vogel in Wallonië eerder een naam, "gay", zou hebben gekregen dan in Vlaanderen.

## Folklore
Ook in folkloristische verhalen komt de Vlaamse gaai voor. Zo wordt deze zangvogel in Hamme de "Hamse wuiten" genoemd. De jaarlijkse carnavalstraditie van Hamme is rond deze vogel gebouwd.

## Galerij

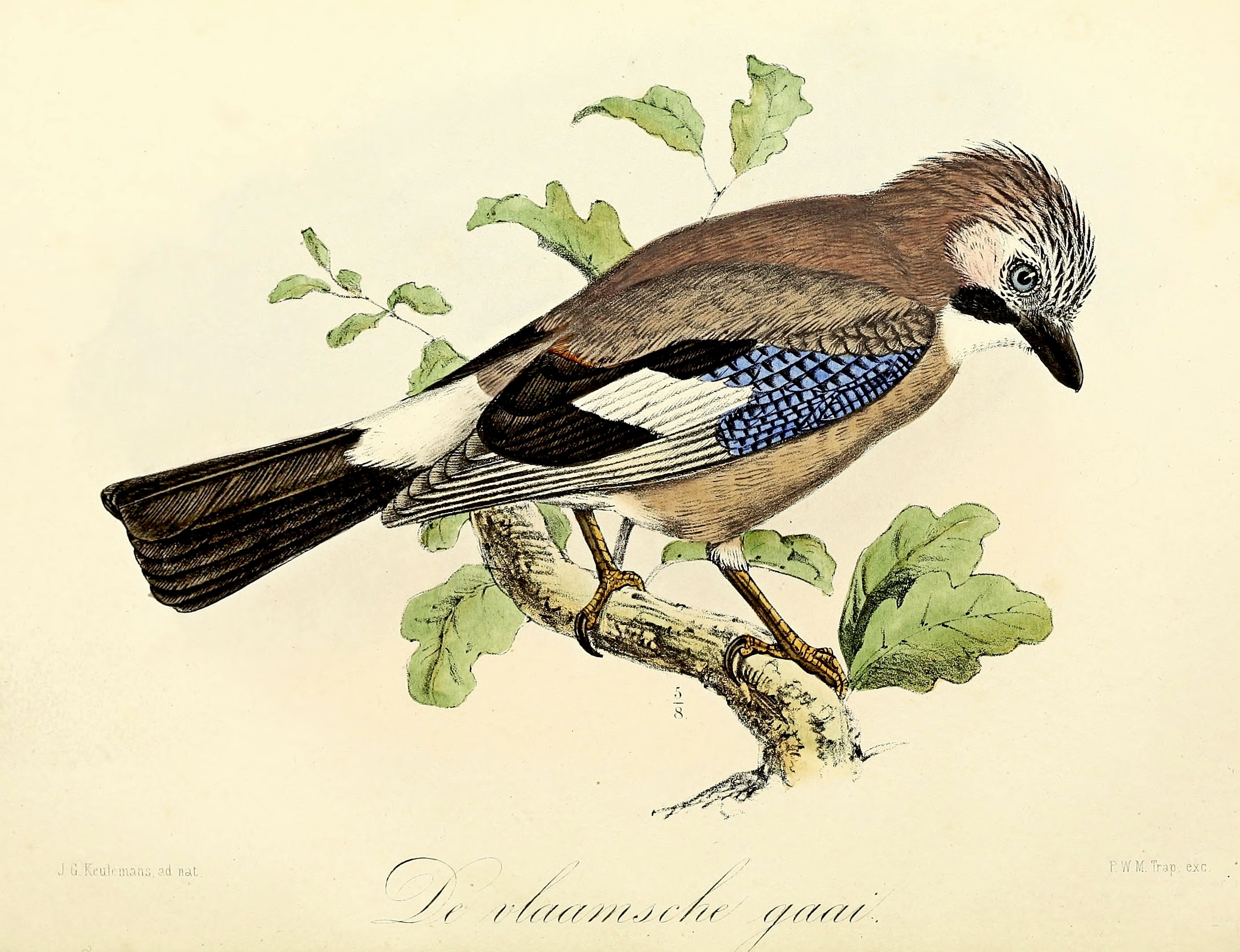
De vlaamsche gaai (1869), John Gerrard Keulemans
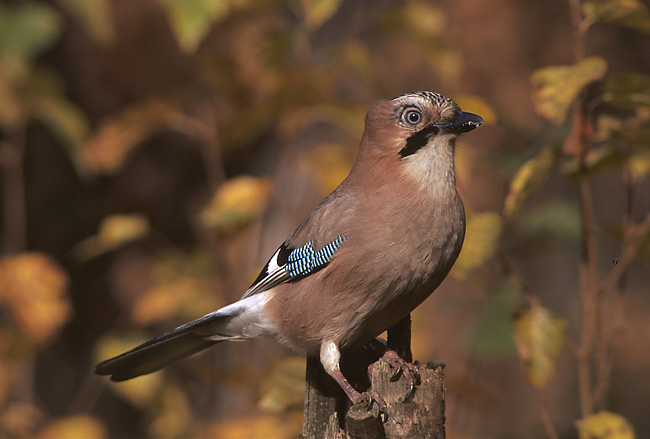
Garrulus glandarius glandarius
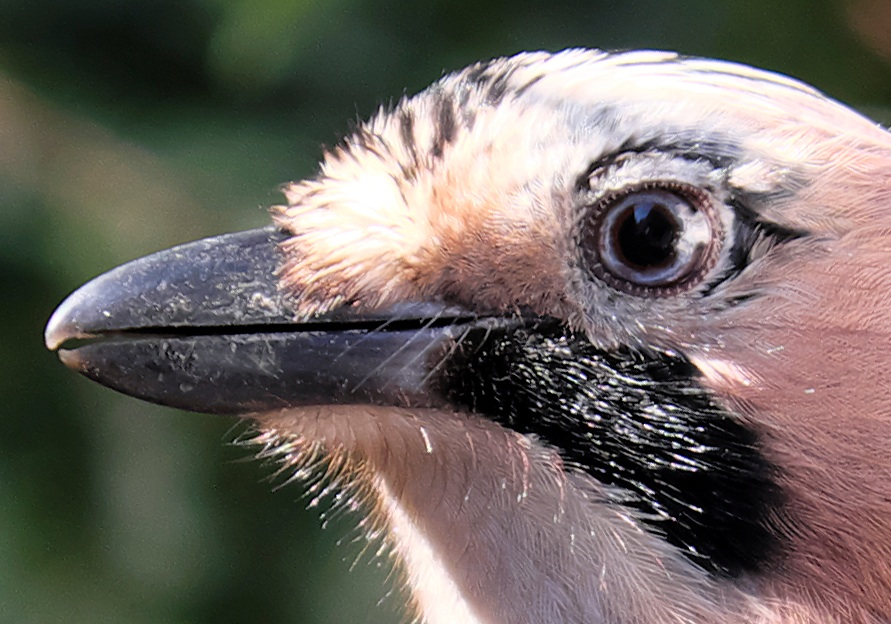
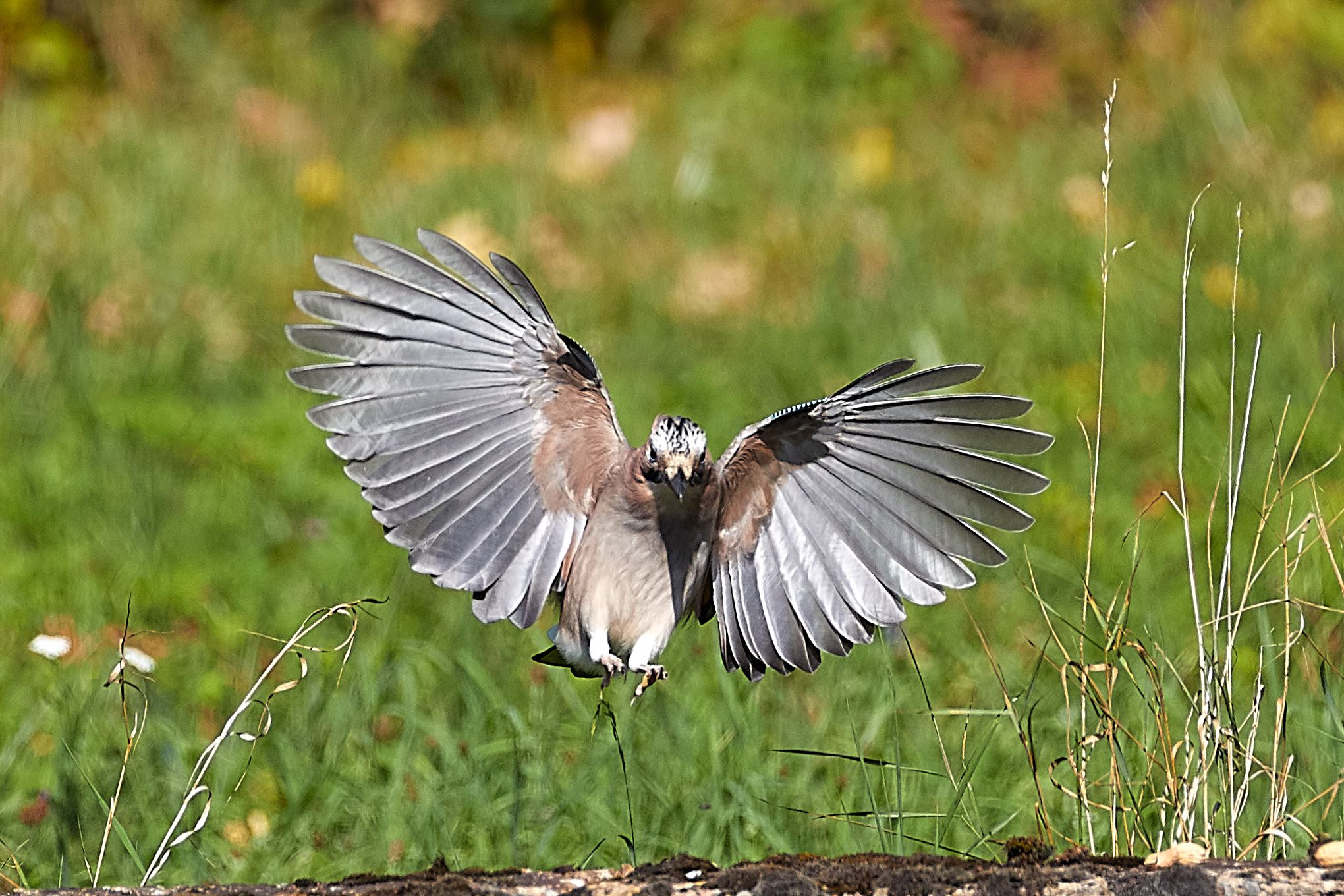
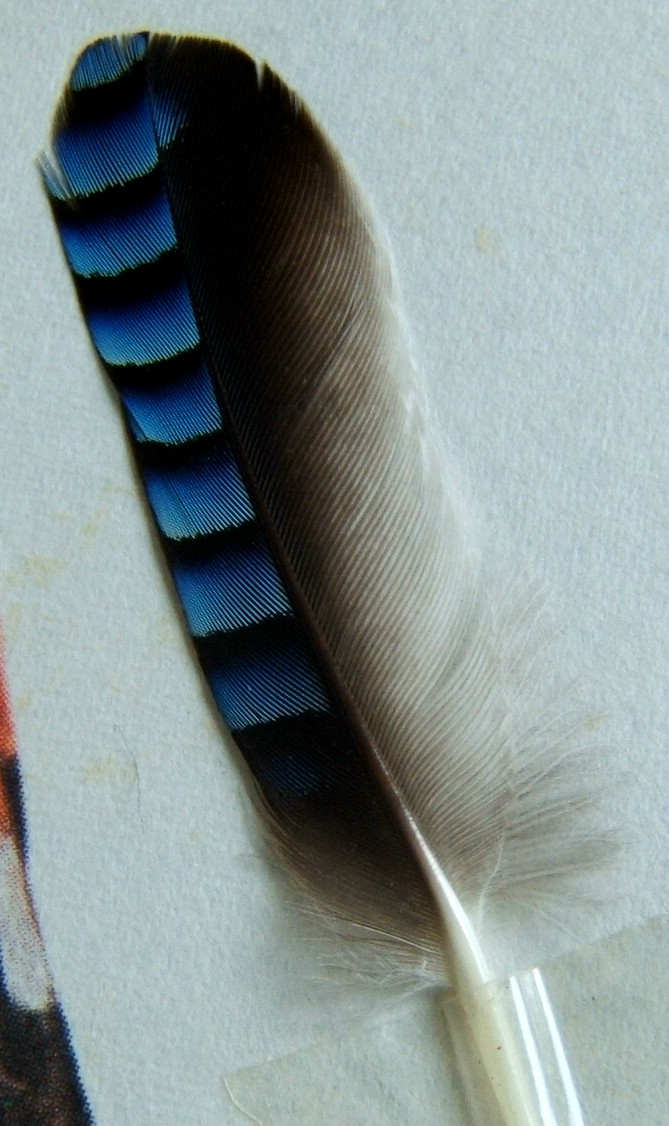
Vleugelveertje